# Éter de sililo
O éteres de sililo são um grupo de compostos orgânicos que contém átomos de silício unidos covalentemente a um grupo alcóxi. A estrutura geral é R1R2R3Si−O−R4, onde R4 é um grupo alquilo ou um grupo arilo. Os éteres de sililo são usados geralmente como grupos protetores para álcoois em síntese orgânica. Dado que R1R2R3 pode ser combinações de grupos diferentes que podem ser variados com o fim de prover uma variedade de éteres de sililo, este grupo de compostos químicos prove um amplo espectro para a seletividade da química dos grupos protetores. Alguns éteres de sililo comuns são os de: trimetilsililo (TMS), tert-butildifenilsililo (TBDPS), tert-butildimetilsilil (TBS/TBDMS) e triisopropilsilil (TIPS), [2-(trimetilsilil)etoxi]metil (SEM). Estes são particularmente úteis devido a que podem ser instalados e eliminados muito seletivamente sob condições moderadas.

## Formação
Embora existam muitos métodos disponíveis para a formação de éteres de sililo, há duas estratégias comuns: a reação do álcool com um cloreto de sililo com uma base amina a temperatura ambiente, e a reação de um álcool com um triflato de sililo com uma base amina não nucleofílica a baixa temperatura. Os triflatos de sililo são mais reativos que seus cloretos correspondentes, assim que podem ser usados para instalar grupos sililo em posições mais cobertas. Um procedimento extremamente confiável e rápido é o protocolo Corey, no qual o álcool é feito reagir com um cloreto de sililo e imidazol a alta concentração em DMF. Se a DMF é substituída por diclorometano, a reação é um tanto mais lenta, mas a purificação do composto torna-se mais simples. Uma base impedida estericamente para seu uso com os triflatos de sililo é a 2,6-lutidina. Os álcoois primários podem ser protegidos em menos de uma hora, enquanto alguns álcoois cobertos podem exigir dias de tempo de reação.
Quando se usa um cloreto de sililo, geralmente não é necessário tomar precações especiais, exceto pela exclusão de grandes quantidades de água. Um excesso de cloreto de sililo pode ser empregado, mas não é necessário. Se é usado um excesso de reagemte, o produto requererá separação por cromatografia para eliminar o excesso de silanol e siloxano. Os triflatos de sililo são sensíveis à água, e devem ser manejados sob condições de uma atmosfera inerte. A purificação envolve a adição de um ácido aquoso, como uma solução saturada de cloreto de amônio. Este aprisiona o reagente sililo restante, e protona as bases amina, eliminando-as da mistura reagente. Depois da extração, o produto pode ser purificado por cromatografia flash.
O triflato de sililo é mais reativo, e também converte as cetonas a éteres de sililenol.

## Eliminação dos grupos protetores éter de sililo
A reação com ácidos ou fluoretos, como o fluoreto de tetra-n-butilamônio elimina o grupo sililo quando já não se necessita proteção. Os substituintes maiores aumentam a resistência à hidrólise, mas também fazem a introdução do grupo sililo mais difícil.
Em meio ácido, a estabilidade relativa é:
TMS (1) < TES (64) < TBS (20 000) < TIPS (700 000) < TBDPS (5 000 000)
Em meio básico, a estabilidade relativa é:
TMS (1) < TES (10-100) < TBS~TBDPS (20 000) < TIPS (100 000)